# Gudea

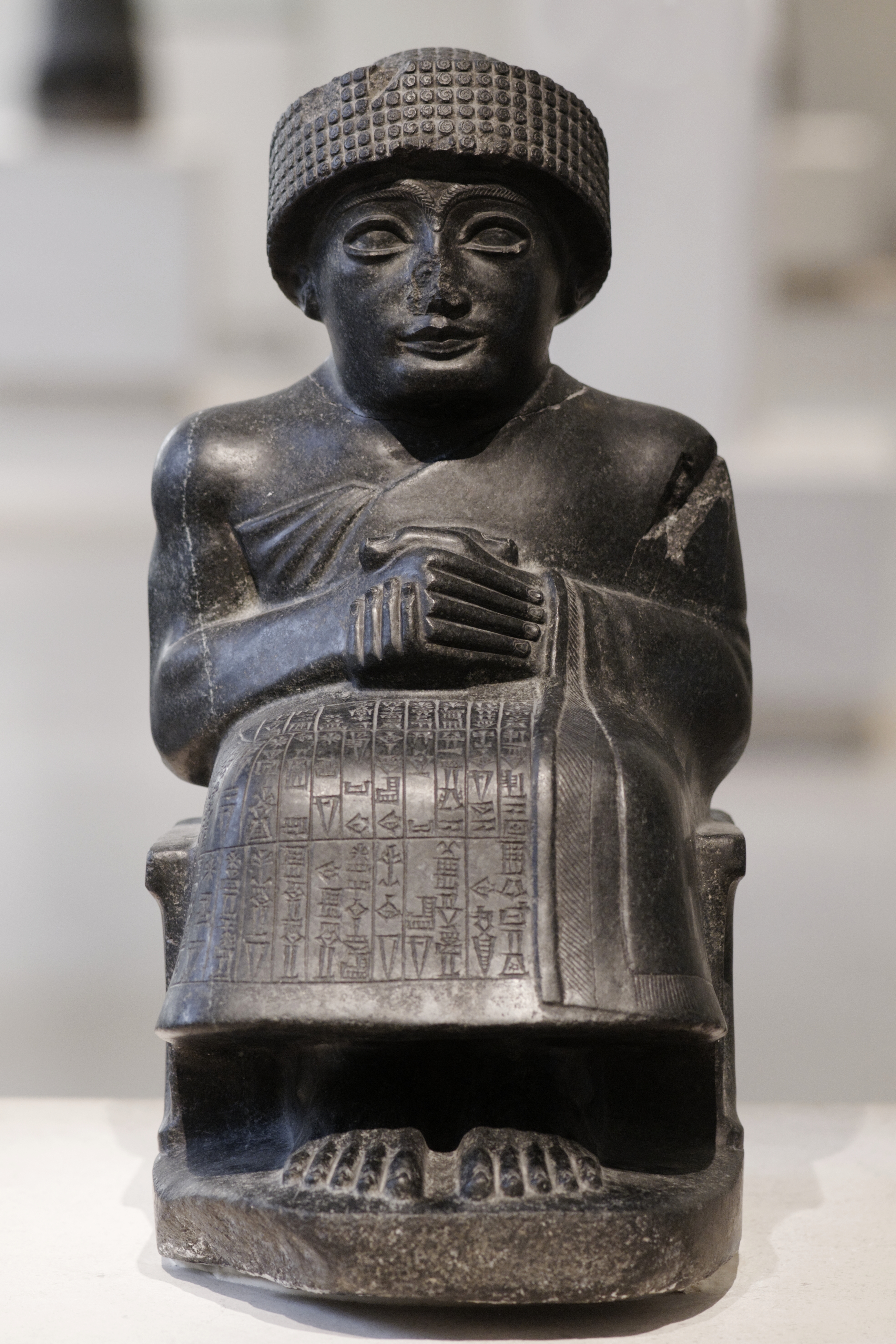
Dioritstatue Gudeas aus Girsu, um 2120 v. Chr., heute im Louvre

Gudea (auch Gudea von Lagaš oder Gudea von Lagasch) war ein Stadtfürst (Ensi) des sumerischen Staates Lagaš, der nach gegenwärtigem Forschungsstand wahrscheinlich um 2141 v. Chr. bis ca. 2122 v. Chr. regierte. Andere Datierungen gehen von den Jahren 2122 v. Chr. bis 2102 v. Chr. oder 2080 v. Chr. bis 2060 v. Chr. aus.
Gudea, der in der neueren Literatur gelegentlich auch als Priesterfürst oder Priesterkönig bezeichnet wird, war der dritte und bedeutendste Ensi der zweiten Dynastie von Lagaš während der Gutäerherrschaft in Sumer und Akkad. Er ist durch mehrere überlieferte Statuen, die überwiegend aus Diorit hergestellt wurden, sowie durch diverse Inschriften auf Zylindern und Kegeln – hier vor allem Bauhymnen – die bekannteste sumerische Persönlichkeit und eine der bekanntesten Personen der Geschichte Mesopotamiens überhaupt.

## Die Situation in Sumer vor Gudea
Die Situation des südlichen Mesopotamiens, später Babylonien, zur Zeit Gudeas „Sumer und Akkad“, war am Ende des 3. Jahrtausends v. Chr. instabil und von kriegerischen Auseinandersetzungen geprägt.
Nach mehreren hundert Jahren eines zumeist kriegerischen Konfliktes zwischen dem Staat von Lagaš und dem Stadtstaat Umma um den Grenzverlauf zwischen beiden Gebieten und um die Nutzung von Wasser und Weideland konnte der Ensi Ummas, Lugal-Zagesi, um 2280 v. Chr. (neuere Literatur nennt eine Zeit um 2425 v. Chr.) den Konflikt zu Ummas Gunsten entscheiden. Sein Sieg war so weitgehend, dass er Girsu und Lagaš zumindest zum Teil zerstören konnte.
Etwa 75 Jahre nach diesen für Lagaš katastrophalen Ereignissen wurde die traditionelle Lebensweise der Sumerer stark beeinträchtigt. Es folgte eine Phase der Fremdherrschaften. Erst hatten die aggressiven Nachbarn der Sumerer, die Akkader, für etwa 150 Jahre die Oberhoheit über Sumer inne, danach für etwa 100 Jahre die Gutäer aus dem Zagros-Gebirge im benachbarten iranischen Hochland. Diese hatten zwar die Herrschaft der Akkader beendet, übten jedoch ihrerseits in der Folgezeit die Oberherrschaft über Sumer aus. Städte wie Ur und Uruk waren gezwungen, sich den Gutäern unterzuordnen.
Lagaš jedoch scheint eine gewisse Eigenständigkeit bewahrt zu haben, auch wenn die Gutäer zumindest nominell die Oberherrschaft über Lagaš ausübten. Schon unter Gudeas Vorgänger Ur-Baba konnte Lagaš seinen Einfluss wieder auf weite Gebiete Sumers ausdehnen und den Einfluss der Gutäer und der sumerischen Stadtstaaten zurückdrängen.
Trotzdem scheint Ur-Baba, wie auch später Gudea, ein gutes Verhältnis zu den Gutäern gehabt zu haben. Die Machtverhältnisse in Sumer waren nach einer langen Epoche von Kriegen ungeklärt, viele Städte waren verwüstet und die Infrastruktur weitgehend zerstört. In dieser prekären Situation kam der Restaurator Gudea an die Macht.

## Gudeas Herkunft und Legitimation

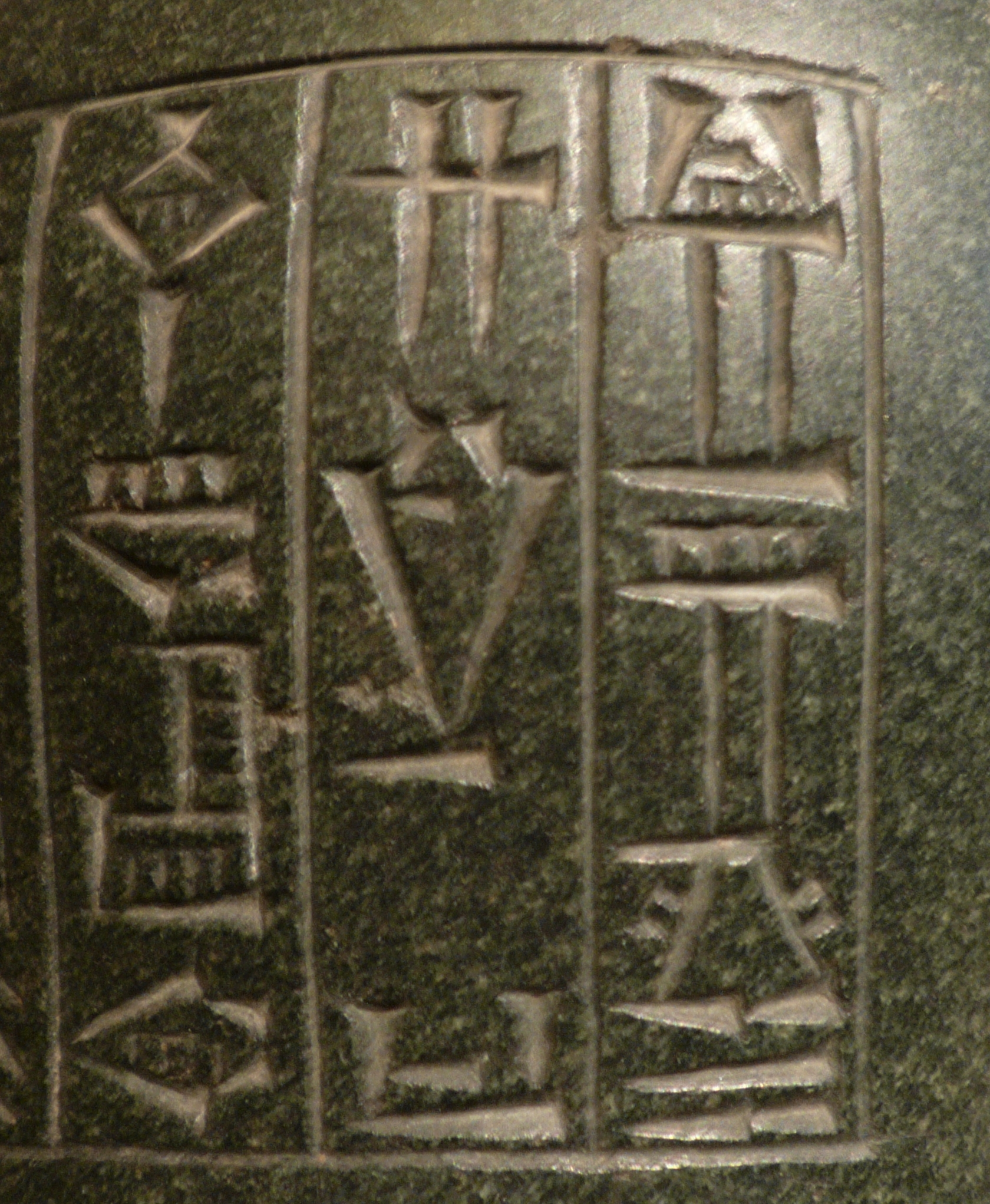
Name und Titel Gudeas auf der Schulter von Statue A in sumerischer Keilschrift, zu lesen in Spalten von rechts nach links („Gudea / Ensi / von Lagasch“)

Über Gudeas Herkunft ist nichts bekannt. Er folgte Ur-Baba auf dem Thron Lagaš' nach, dem Vater seiner ersten Frau Ninalla. In Inschriften beschreibt er sich als den, „der keine Mutter hat, der keinen Vater hat“. Dabei dürfte es sich jedoch um eine religiös-politische Aussage mit dem Zweck handeln, seine persönliche Schutzgöttin Nansche zu seiner Mutter zu erheben und sich damit in eine gottähnliche Position zu bringen. Nach seinem Tod bezeichneten drei Schreiber, die während der Regierungszeiten von Šu-Sin und Amar-Suena lebten, Gudea auf Inschriften posthum als „Gott von Lagaš“. Zu Gudeas Lebzeiten ist eine Vergöttlichung dagegen nicht belegt. Während seiner Herrschaft fehlt in zeitgenössischen Dokumenten das Gottesdeterminativ Dingir.
Unklar ist, ob er zu seiner zweiten Frau Geme-šulpae eine zweite monogame Beziehung oder ob er mehrere Frauen gleichzeitig hatte, von denen nur eine als „regierende“ Königin fungierte, wie es in der anschließenden Ur-III-Zeit üblich war. Gudea stellte sich selbst als den vom Stadtgott Ningirsu berufenen „Hirten“ für das Land Sumer dar: „...recht(mäßig)e Hirte, der aufgrund des beständigen Wortes (seines Stadtgottes) Ningirsu ... ins Innere berufen wurde.“ Gudea ist ferner der erste fassbare Herrscher der Geschichte, der sich als „rechtmäßig“ und „weise“ darstellen lässt, eine Tradition, die bis in die Neuzeit beibehalten wurde. Aus ungeklärten Gründen ist die zweite Dynastie von Lagaš – und damit auch Gudea – nicht auf der sumerischen Königsliste verewigt, obwohl sie offensichtlich von weitaus größerer Bedeutung war als viele andere dort aufgeführte Dynastien.

## Gudea als Bauherr, Friedens- und Kriegsfürst

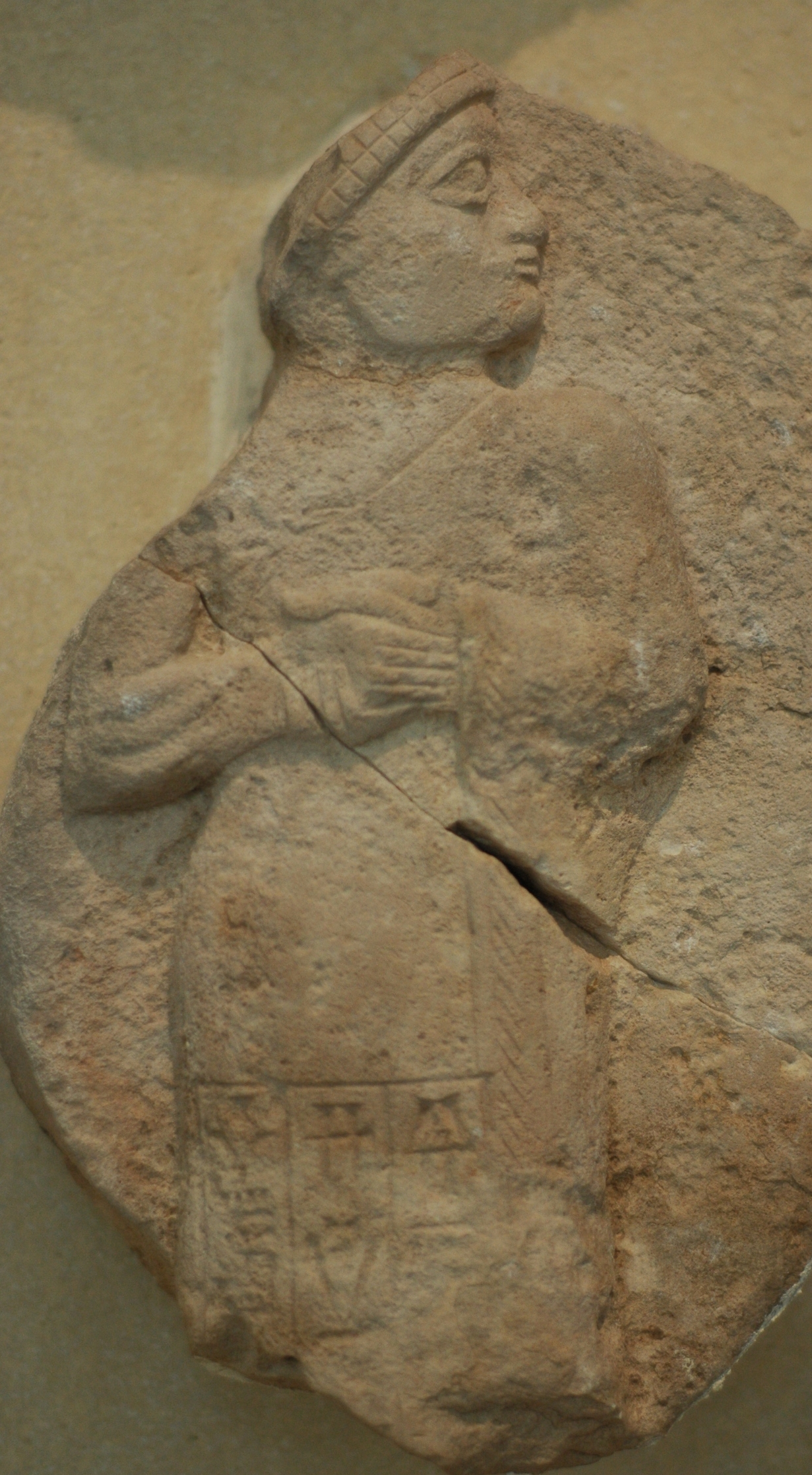
Gudea auf dem Fragment einer gebrochenen Stele, gefunden in Girsu, heute im Louvre

In seinen Inschriften beruft sich Gudea darauf, nur den Göttern gefällige Werke getan zu haben. In seiner recht langen und für die ansonsten recht kriegerische Zeit relativ friedvollen Regierungszeit tat sich Gudea vor allem als Bauherr von Tempeln (von denen vor allem der E-ninnu-Tempel, der zentrale Ningirsu-Tempel in Girsu, zu nennen ist) hervor, als Förderer des kultischen Dienstes sowie als Förderer des Handels (Diorit aus Magan (wahrscheinlich heute im Oman), Zedern aus dem Amanosgebirge/Libanon und Platanen vom oberen Euphrat). Überhaupt gab es unter Gudea ein sehr weit verzweigtes Handelsnetz, das bis nach Dilmun (das heute wohl in Bahrain zu suchen ist) reichte. Mit den Gutäern scheint er Handelsabkommen getroffen zu haben, die den Durchzug seiner Karawanen nach Norden und Nordwesten sicherstellten. Möglicherweise erkannte Gudea symbolisch sogar die Oberhoheit der Gutäer über seinen Staat an. In der Praxis scheinen sich beide Reiche jedoch eher ergänzt als beherrscht zu haben.

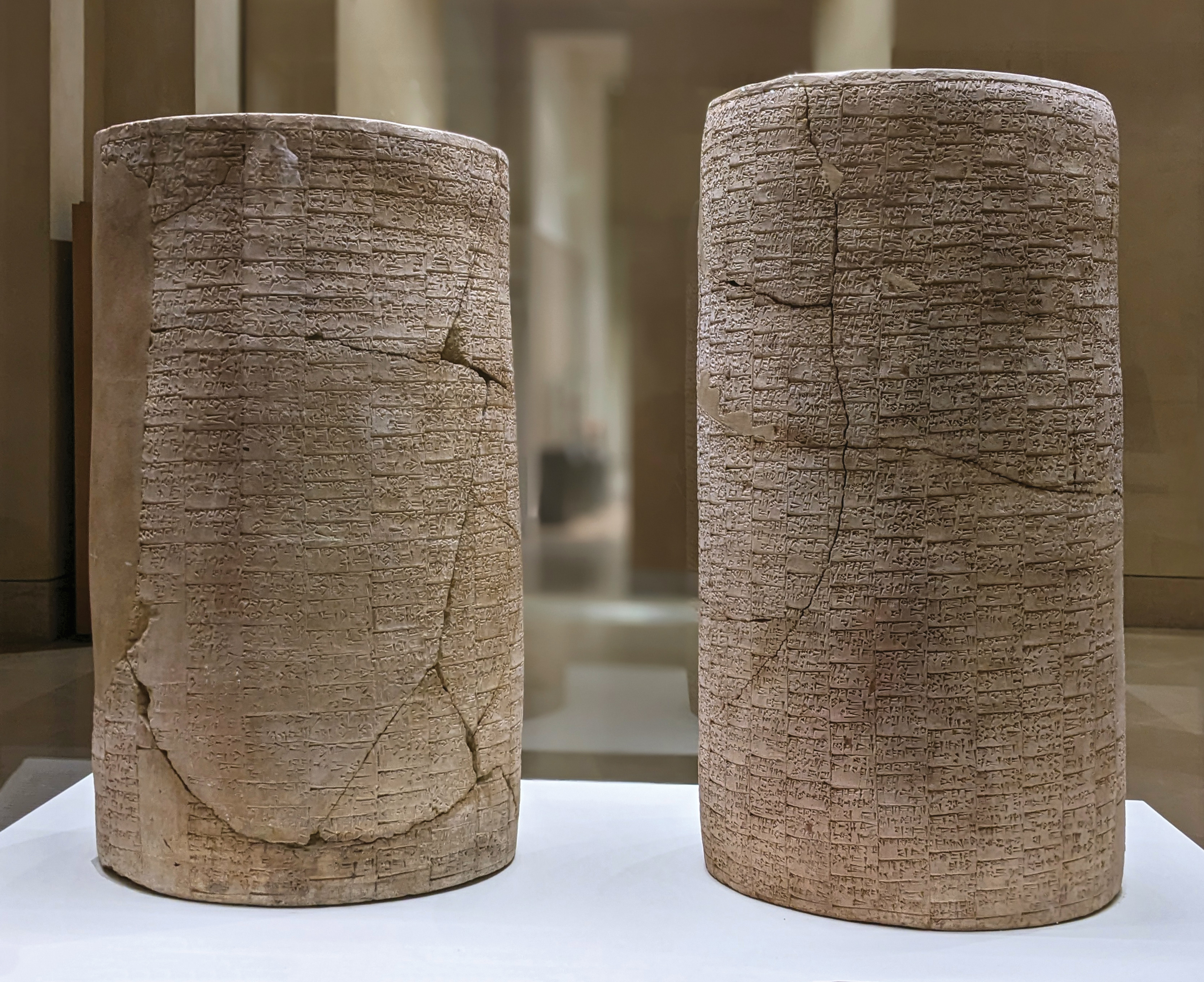
Die Zylinder Gudeas mit Tempelbauhymnen (links Zylinder B, rechts Zylinder A), heute im Louvre

Besondere Bedeutung kommt in Gudeas Regierungszeit dem erwähnten Bauprogramm zu. In vielen Städten ließ er Tempel restaurieren oder neu bauen. Allein in Girsu sollen 15 Tempel entstanden sein. Er ließ Kanäle erneuern und förderte diverse Bauprojekte, um die zum Teil zerstörten Städte und die zerstörte Infrastruktur wieder aufzubauen. So ist es nicht verwunderlich, dass einer seiner Beinamen – in Anlehnung an eine seiner Statuen – „der Architekt mit dem Plan“ lautet. Die Bauhymnen, die zu diesem Anlass verfasst wurden, gehören zu den bedeutendsten Zeugnissen der sumerischen Literatur. Die bekannteste, 1363 Zeilen umfassende Tempelbauhymne auf den beiden „Zylindern von Gudea“, die anlässlich der Erbauung des Eninnu-Tempels verfasst wurde, schildert, wie Enlil Ningirsu ermuntert, sich einen Tempel errichten zu lassen. Dieser erscheint daraufhin Gudea im Schlaf, gibt Gudea den Bauplan und beauftragt ihn, den Tempel zu errichten. Nachdem Gudea seinen Traum wie üblich zunächst deuten ließ, begann er unverzüglich damit, diesen Tempel zu bauen. Die festliche Einweihung mit der Segnung des Tempels, Ningirsus und Gudeas durch Enlil krönte Gudeas nächtliche Eingebung.
Auch wenn sich Gudea als Friedensfürst darstellte, kam es unter seiner Regentschaft zu Kriegen, so etwa gegen das in Elam liegende Land Anschan im iranischen Hochland. Nur über diesen Kriegszug liegen uns heute Berichte aus Inschriften vor. Auch hier stellt sich Gudea als gottgefällig dar und berichtet von der Kriegsbeute, die er in Ningirsus Tempel Eninnu gebracht hat. Andere Aktionen, wie das „Öffnen der Wege vom Oberen bis zum Unteren Meer“ – also die Öffnung von Handelswegen vom Mittelmeer zum Persischen Golf – waren wohl kaum ohne Waffengewalt zu bewältigen. Die alten Städte Nippur (religiöser Mittelpunkt Sumers) und Uruk wurden von Lagasch abhängig. Lagaš selbst befand sich unter der Oberhoheit Urs, faktisch jedoch war die Stadt unter Gudea selbstständig.
Es spricht einiges dafür, dass auch Ur unter dem Einfluss von Lagaš stand, immerhin setzte er Enanepada, eine der Töchter seines Vorgängers und Schwiegervaters Ur-Baba, als Entu-Priesterin ein (es ist wahrscheinlich, dass dies jedoch schon Ur-Baba selbst getan hatte). Wie groß der Einfluss Gudeas war, ist daran ablesbar, dass man seine Statuen nicht nur auf dem Gebiet Lagaschs gefunden hat, sondern auch in Ur, Uruk, Adab und Nippur. Auch zu Eridu scheint Gudea ein gutes Verhältnis gehabt zu haben.
Resümierend lässt sich feststellen, dass Gudeas Politik davon geprägt war, eine lockere Oberhoheit über die sumerischen Stadtstaaten auszuüben, ohne dass er dabei versucht hätte, die Städte wirklich aktiv zu regieren, wie es die Könige von Akkad getan hatten. Das hätte auch Gudeas restaurativer Einstellung widersprochen, da diese davon geprägt war, die alte sumerische Ordnung – zu der eben auch die Stadtstaatlichkeit gehörte – wiederherzustellen. Es dürfte sich eher so verhalten haben, dass die Vormachtstellung Lagaš' als Handelszentrum, für die Gudea verantwortlich zeichnete, die einigende Klammer Sumers war. Die Handelsbeziehungen, die Lagaš unterhielt, machten den Staat wohlhabend. Erst dadurch konnte Gudea seine Förderung von Wissenschaften, Künsten und den Ausbau der Infrastruktur finanzieren.

## Gudea als Restaurator sumerischer Traditionen

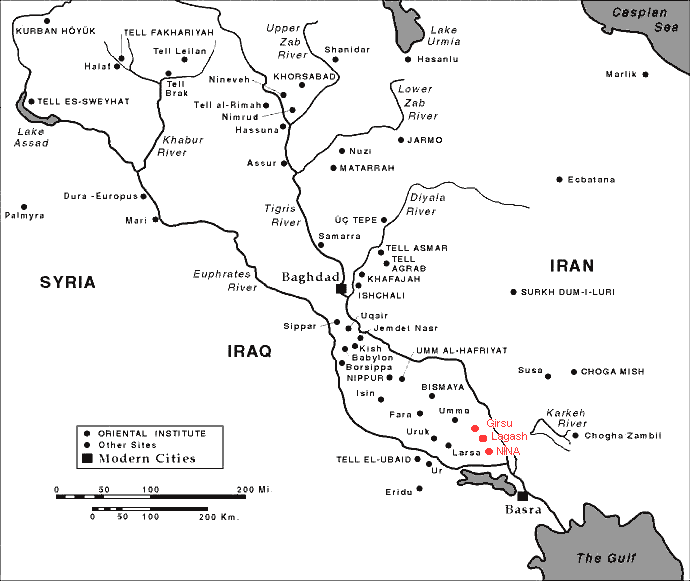
Der Staat von Lagasch

Wie schon in der frühdynastischen Zeit wurde unter Gudea der Staat Lagaš vor allem vom Dreistädtebund Girsu, Lagaš und Nina-Siraran gebildet. Residenz und Kultzentrum war nicht die namengebende Stadt Lagaš, sondern die Stadt Girsu. Der Ort E-Nim-MAR.KI-Gu'aba war der Seehafen Lagaš'. Insgesamt variierte die Größe des Landes immer wieder. Nach heutigen Schätzungen übte Gudea die Oberherrschaft über ein Gebiet mit 17 Städten, rund 160.000 Hektar Fläche und mehr als 200.000 Einwohnern aus. Der jahrhundertelang ausgetragene Streit zwischen Lagaš und dem Stadtstaat Umma um den Verlauf der Grenze zwischen beiden Staaten, der um 2280 v. Chr. sogar zur Zerstörung Girsus geführt hatte, scheint zur Zeit Gudeas keine Rolle mehr gespielt zu haben.
Gudeas Regentschaft stand am Ende der akkadischen Epoche Mesopotamiens. Das vormals mächtige Reich von Akkad war wieder zu einem Stadtstaat geschrumpft. Gudea nutzte die Gelegenheit und versuchte, die alte sumerische Kultur zu erneuern. Er förderte die sumerische Sprache, die sumerische Literatur und die übrige sumerische Kultur. Auch die schon erwähnten Tempelbauten gehörten zu seinem Restaurationsprogramm, das sich nicht nur auf den Bau von Gotteshäusern beschränkte, sondern sich auch in der Förderung des alten sumerischen Glaubens ausdrückte. So wurden unter Gudea diverse religiöse Texte kodifiziert und in eine Form gebracht, in der sie die mesopotamische Religion – sowohl der Babylonier als auch der Assyrer – in den nächsten knapp 2000 Jahren prägen sollten. Alles in allem kann man Gudeas Grundhaltung als sehr konservativ bezeichnen. Auch in der Außendarstellung ging er andere Wege als die kriegerischen akkadischen Fürsten. So ist wohl auch die verklärende Selbstdarstellung als Friedensfürst zu verstehen, obwohl dieser Anspruch nicht mit der Wirklichkeit übereinstimmte. Auch die Verwendung des alten Titels Ensi – obwohl dieser eigentlich hinter einem Königs- oder Hohepriestertitel zurückstand – ist ein Zeichen für diese Rückbesinnung und Anknüpfung an die alten sumerischen Traditionen. Hier kann man zusätzlich eine weitere demütige Verbeugung vor den Göttern erkennen. Jedoch ist auch Akkadisches erhalten geblieben (siehe unten).

## Gudea-Statuen
Von besonderer Bedeutung und Bekanntheit sind die Statuen, die Gudea darstellen. Die meisten Statuen – manche in stehender, manche in sitzender Positur – stellen Gudea als Beter dar. Nur eine Statue, N, zeigt ihn eine Flasche haltend, aus der Fruchtbarkeit spendendes Wasser fließt. Die Echtheit dieser Statue wurde oft angezweifelt, da eigentlich nur Götter so dargestellt wurden und weil hier anders als üblich Calzit verwendet wurde. Auch stilistisch gibt es Unterschiede zu den anderen Statuen. Allerdings spricht die korrekte sumerische Inschrift für eine Echtheit der Statue. Zumeist waren die Statuen bestimmten Göttern gewidmet, meist Gottheiten, die für Lagaš besonders wichtig waren, wie der Staatsgott Ningirsu oder dessen Frau, die Stadtgöttin von Lagaš und Girsu, Baba. Nach aufwändigen Zeremonien galten die Statuen zur sumerischen Zeit als Abbild des Dargestellten, der auf diese Weise auch nach seinem Tod und seiner posthumen Vergöttlichung weiter verehrt werden konnte. Dass Gudeas Statuen nach seinem Tod Opfer dargebracht wurden, konnte mit mehrfach gefundenen Opferlisten belegt werden.
Auf der anderen Seite waren die Statuen aber auch Platzhalter als Beter in Vertretung des Gudea selbst. Auf der wohl bekanntesten Statue, dem sogenannten „Architekten mit dem Plan“ – so benannt, weil der sitzende Gudea hier einen Plan auf dem Schoß liegen hat – kann man Folgendes lesen: „Aus dem Bergland Magan hat Gudea den Diorit herabgebracht und zu einer Steinstatue geformt. <Meinem König habe ich (sie) in sein Haus gebracht: Leben sei <mein Geschenk> nannte er ihr (der Statue) als Namen>. Dies hat er der Steinstatue als Auftrag übergeben. Diese Statue – weder Edelmetall noch Lapislazuli ist es, weder Kupfer noch Zinn, noch Bronze wird jemand diesem Werk applizieren. Sie ist aus Diorit! Am Wassertrinkort möge sie aufgestellt sein. Mit Gewalt kann sie niemand zerstören! Statue, dein Auge ist das des Ningirsu.“ Doch ausgerechnet der ersten dieser Statuen, die man fand, war der Kopf abgeschlagen worden.
Der im Text beschriebene Wassertrinkort war der Ort im Eninnu, an dem traditionell die Herrscher und Würdenträger des Staates Lagaš verehrt wurden. Die Statuen waren in der Regel etwa lebensgroß (nur eine Statue, D, ist größer). Die chronologisch wohl früheren Statuen wurden noch aus lokalen Steinsorten (Alabaster, Kalkstein, Speckstein) geschaffen. Spätere Statuen konnten aus Diorit gemacht werden, weil sich die Handelspolitik des Gudea nun auszahlte. Die Statuen aus Diorit waren im Schnitt auch ein wenig voluminöser als die Statuen aus leichter zu bearbeitendem Gestein.
Zudem waren die Statuen ein Bindeglied zwischen sumerischer Tradition und akkadischem Erbe. Von den Akkadern wurden die individuellen Züge und die Muskelstruktur übernommen. Die Statik und Blockhaftigkeit der Figuren, welche die echten Körperproportionen negieren, gehen auf sumerische Traditionen zurück. Augenfällig ist auch die proportionale Überbetonung des Kopfes sowie die Darstellung eines kahlgeschorenen Kopfes oder eines Kopfes mit einem großen Kopfschmuck aus Spiralen (wohl aus Pelz, manchmal als Turban bezeichnet). Auch diese Elemente lassen sich wieder auf ältere sumerische Traditionen zurückführen, denn typisch für akkadische Darstellungen waren volles Haupthaar und ein langer, welliger Bart. Stilistisch ist Gudea ansonsten bei fast allen Statuen in derselben Weise dargestellt, nur bei einer Statue (M) trägt er keine sumerische Bekleidung, sondern ist in der Tradition der akkadischen Könige gekleidet.
Die Statuen sind auch in anderer Hinsicht von elementarer Bedeutung. Die erste von ihnen (A) wurde von Ernest de Sarzec in Girsu ausgegraben (wie auch B bis K). Auch ein Großteil der anderen wurde von Sarzec oder während späterer Raubgrabungen, die angeblich in Girsu stattgefunden haben sollen (M bis Q Raubgrabungskampagne 1924), gefunden. Ein Großteil dieser Statuen, die heute zum Teil im Louvre in Paris aufbewahrt werden, wurde auch vom französischen Archäologen Léon Heuzey ausgegraben. François Thureau-Dangin nutzte nicht zuletzt die darauf befindlichen umfangreichen Texte zur Entzifferung der sumerischen Sprache und etablierte damit die Sumerologie als eigenständige Unterdisziplin der Altorientalistik. Diese Inschriften lieferten das erste große Textkorpus, mit dessen Hilfe die sumerische Grammatik und diverse Wörter rekonstruiert werden konnten.
| Nummer | Material      | Größe (in cm) | Positur | Herkunft    | gewidmet          | Heute zu finden       |
| ------ | ------------- | ------------- | ------- | ----------- | ----------------- | --------------------- |
| A      | Diorit        | 124           | −       | Girsu       | Ninhursanga/Nintu | Louvre                |
| B      | Diorit        | 93            | sitzend | Girsu       | Ningirsu          | Louvre                |
| C      | Diorit        | 140           | stehend | Girsu       | Inanna            | Louvre                |
| D      | Diorit        | 153           | sitzend | Girsu       | Ningirsu          | Louvre                |
| E      | Diorit        | 140           | stehend | Girsu       | Baba              | Louvre                |
| F      | Diorit        | −             | sitzend | Girsu       | Gatumdu           | Louvre                |
| G      | Diorit        | −             | stehend | Girsu       | Ningirsu          | Louvre                |
| H      | Diorit        | 77            | sitzend | Girsu       | Baba              | Louvre                |
| I      | Diorit        | 45            | −       | Girsu       | Ninhursanga/Nintu | Louvre                |
| J      | Diorit        | −             | −       | Girsu       | Ningišzida        | Louvre                |
| K      | Diorit        | 124           | stehend | Girsu       | Ningirsu          | Louvre                |
| L      | −             | −             | −       | Girsu       | −                 | (Kudurru)             |
| M      | Alabaster     | 41            | stehend | unbekannt   | Geštinanna        | (Brüssel, Detroit)    |
| N      | nicht geklärt | 61            | stehend | unbekannt   | Geštinanna        | Privatsammlung        |
| O      | Steatit?      | 63            | stehend | unbekannt   | Geštinanna        | Kopenhagen            |
| P      | Diorit        | 44            | sitzend | unbekannt   | Ningišzida        | New York              |
| Q      | Diorit        | 30            | sitzend | unbekannt   | Ningišzida        | −                     |
| R      | Diorit        | 18,5          | −       | unbekannt   | −                 | Harvard (Nammaha)     |
| S      | Kalkstein     | −             | stehend | Girsu       | –                 | Soclet-Statue, Louvre |
| T      | −             | 124           | −       | Nippur      | −                 | Golenishev collection |
| U      | Dolerit       | 101           | stehend | Tell Hammam | Ninhursanga/Nintu | British Museum        |
| V      | Dolerit       | 74            | stehend | unbekannt   | −                 | British Museum        |
| W      | Diorit        | −             | −       | Girsu       | −                 | −                     |
| X      | Diorit        | −             | −       | Girsu       | Meslamta'ea       | −                     |
| Y      | Kalkstein     | −             | −       | Girsu       | Ningirsu          | −                     |
| Z      | Diorit        | −             | −       | Girsu       | −                 | −                     |
| AA     | Kalkstein     | −             | −       | Girsu       | −                 | −                     |

Bei zwei Statuen (L und R) gibt es Zweifel, ob es sich bei der dargestellten Person wirklich um Gudea handelt. Es herrscht in der Literatur zudem nicht immer Einigkeit über die Anzahl der gefundenen Statuen, über die Fundorte und den heutigen Aufenthaltsort. Es wird auch berichtet, dass viele der Statuen in den Kunsthandel kamen. Wenn man sich die weltweite Verbreitung der Statuen M bis Q aus der 1924er Grabungskampagne vor Augen hält, muss man wohl annehmen, dass damit diese Statuen gemeint sind.

## Fazit und Ausblick
Wahrscheinlich schon gegen Ende der Regentschaft Gudeas, mindestens jedoch kurz danach, wurde Sumer durch Ur-Namma ein letztes Mal für etwa 100 Jahre unter der Regentschaft der Herrscher von Ur (Ur-III-Zeit) geeint. Auch diese Herrscher förderten zumindest zu Beginn eine Rückbesinnung auf die altsumerische Kultur (Sumerische Renaissance genannt). Der Staat Lagaš und seine Städte hatten zu dieser Zeit bereits für immer ihre Bedeutung verloren. Die Herrschaft Gudeas war ein letzter Höhepunkt des einst so bedeutenden sumerischen Staates. Doch auch die Herrscher von Ur scheiterten mit ihrer konservativen, restaurativen Politik. Das Rad der Zeit konnte nicht mehr zurückgedreht werden und die Einflüsse, denen die Sumerer ausgesetzt waren, konnten nicht mehr rückgängig gemacht werden. Die Entwicklung, die nicht zuletzt durch äußere Einflüsse wie Akkader, Gutäer, Elamiter und Namaden in Gang gebracht wurde, konnte durch restaurative Bemühungen nicht mehr aufgehalten werden. Es hatte sich ein neues Menschenbild entwickelt, das der sumerischen Kultur und Tradition widersprach. Eine Koalition aus Elamitern und Aramäern zerstörte 100 Jahre nach der Herrschaft Gudeas das letzte sumerische Reich und machte den Weg für eine neue Epoche der mesopotamischen Geschichte frei: die Zeit der Babylonier. Diese adaptierten einen Großteil der sumerischen Kultur und Religion und entwickelten sie weiter.
Eines der eindrücklichsten Beispiele für den nachhaltigen Einfluss Sumers dürfte darin bestehen, dass die sumerische Sprache noch fast 2000 Jahre als Gelehrtensprache in Benutzung sein sollte. Gudea war mit seinem Versuch, die alte sumerische Kultur zu erneuern, trotz vorübergehender Erfolge aus heutiger Sicht gescheitert. Jedoch waren nicht zuletzt die Impulse, die Gudea der sumerischen Kultur in deren Endphase gab, ein Grund für die hohe Wertschätzung, die die Sumerer noch über Jahrhunderte genießen sollten. Schließlich fanden sowohl Gudea als auch der von ihm errichtete Tempel Eninnu Eingang in das kulturelle Gedächtnis der Menschheit – beide und die Entstehungsgeschichte des Eninnu finden noch 300 Jahre nach Gudeas Tod im Codex Hammurapi Erwähnung.
Die Gudeastatuen scheinen selbst noch in parthischer Zeit eine gewisse Verehrung genossen zu haben. Im Palast des Adad-nadin-ahhe in Girsu, der ins zweite Jahrhundert v. Chr. datiert, sind viele der Statuen ausgegraben worden und fanden sich dort in den Repräsentationsteilen des Gebäudes. Sie scheinen diese Räume also geschmückt zu haben. Dies bezeugt noch für die parthische Zeit ein lebhaftes Interesse an der sumerischen Vergangenheit und an Gudea.

## Datierungen und Chronologie
Beim derzeitigen Stand der Forschung ist es nicht möglich, genauere Angaben über die Datierung bestimmter Ereignisse der sumerischen Geschichte zu machen. Selbst chronologische Abläufe sind nicht immer eindeutig zu rekonstruieren. Zudem gibt es in der Altorientalistik mehrere verschiedene Ansätze zur Chronologie. Die bisher häufig gebrauchte Ansetzung der Gudea-Regierung vor die Ur-III-Zeit berücksichtigt nicht eine vorhandene Jahresdatenformel, in welcher Gudea und Ur-Nammu gleichzeitig als Bundesgenossen vom Konflikt mit Anschan und Elam berichten. Neuere Ansätze berücksichtigen diese Jahresdatenformel und setzen die Gudea-Zeit mit dem Beginn der Ur-III-Zeit gleich. Daraus ergeben sich die eingangs genannten recht unterschiedlichen Angaben zur Regierungszeit Gudeas und weitere divergierende Daten.

### Keilschriftübersetzungen
- Dietz-Otto Edzard: The royal inscriptions of Mesopotamia; Early periods; 3,1: Gudea and his Dynasty. University of Toronto Press, Toronto 1997, ISBN 0-8020-4187-6
- Adam Falkenstein, Wolfram von Soden: Sumerische und akkadische Hymnen und Gebete, Artemis, Zürich-Stuttgart 1953, S. 137–182 (Tempelbauhymne Gudeas) (Bibliothek der alten Welt)
- Edmond Sollberger, Jean-Robert Kupper: Inscriptions Royales Sumeriennes et Akkadiennes, Les Éditions du Cerf, Paris 1971, ISBN 2-204-03573-4.
- Rykle Borger: Akkadische Rechtsbücher In: Otto Kaiser (Hrsg.): Texte aus der Umwelt des Alten Testaments, Bd. 1., Gütersloher Verlags-Haus, Gütersloh 1984, ISBN 3-579-00063-2, S. 32–95.
- Christel Butterweck u. a.: Texte aus der Umwelt des Alten Testaments: Bd. 2., Religiöse Texte. Lfg. 4. Grab-, Sarg-, Votiv- und Bauinschriften, Gütersloher Verlags-Haus, Gütersloh 1988, ISBN 3-579-00069-1.
- Horst Steible: Die neusumerischen Bau- und Weihinschriften I-II, Steiner, Stuttgart 1991 (Freiburger altorientalische Studien, Bd. 9), ISBN 3-515-04250-4.
- E. Jan Wilson (Hrsg.): The Cylinders of Gudea. Transliteration, translation and index, Butzon und Bercker, Kevelaer – Neukirchener Verlag, Neukirchen-Vluyn 1996 (Alter Orient und Altes Testament, Bd. 244), ISBN 3-7666-0005-2, ISBN 3-7887-1573-1.

### Allgemeines
- Leo Oppenheim: Ancient Mesopotamia. Portrait of a Dead Civilisation, 2. Auflage, Chicago University Press, Chicago/London 1977, ISBN 0-226-63187-7
- Helmut Uhlig: Die Sumerer. Ein Volk am Anfang der Geschichte, Lübbe, Bergisch Gladbach 1992, 3. Auflage 2002, ISBN 3-404-64117-5
- Hans J. Nissen: Geschichte Altvorderasiens, Oldenbourg, München 1999 (Oldenbourg Grundriss der Geschichte, Band 25), ISBN 3-486-56373-4
- Gebhard Selz: Sumerer und Akkader. Geschichte, Gesellschaft, Kultur, C.H. Beck, München 2005 (C.H.Beck Wissen), ISBN 3-406-50874-X

### Archäologie und Datierung
- Andrea Becker: Neusumerische Renaissance? In: Bagdhader Mitteilungen. Band 16, 1985, S. 229–316.
- Dieter Büker: Die Architekturdarstellung des Fürsten Gudea von Lagasch. Ein frühes Beispiel von Maßstäblichkeit? In: INSITU. Band 14, Nr. 1, 2022, S. 5–20.
- Gudrun Golbow: Zur Rundplastik des Gudea von Lagaš (= Münchener vorderasiatische Studien. 5). Profil-Verlag, München 1987, ISBN 3-89019-186-X.
- Arno Kose: Das „Palais“ auf Tell A von Girsu – Wohnstätte eines hellenistisch-parthischen Sammlers von Gudeastatuen. In: Bagdhader Mitteilungen. Band 31, 2000, S. 377–446.
- Flemming Johansen: Statues of Gudea. Ancient and modern (= Mesopotamia. 6). Akademisk Forlag, Kopenhagen 1978, ISBN 87-500-1781-0.
- Wolfram Nagel, Eva Strommenger, Christian Eder: Von Gudea bis Hammurapi. Grundzüge der Kunst und Geschichte in Altvorderasien. Böhlau, Köln u. a. 2005, ISBN 3-412-14304-9.
- André Parrot: Tello. Vingt campagnes des fouilles (1877–1933). Albin Michel, Paris 1948, (Digitalisat).
- Horst Steible: Versuch einer Chronologie der Statuen des Gudea von Lagas. In: Mitteilungen der Deutschen Orient-Gesellschaft zu Berlin. Band 126, 1994, S. 81–104.
- Piotr Steinkeller: The Date of Gudea and his Dynasty. In: Journal of Cuneiform Studies. Band 40, Nr. 1, 1988, S. 47–53, doi:10.2307/1359706.

### Sprache
- Adam Falkenstein: Grammatik der Sprache Gudeas von Lagas, I Schrift- und Formenlehre, II Syntax, Pontificium Institutum Biblicum, Rom 1949/1950